# Zach Nunn
Zachary Martin Nunn (Story City, 4 maggio 1979) è un politico e ufficiale statunitense, membro della Camera dei Rappresentanti per lo Stato dell'Iowa dal 2023.

## Biografia
Nato il 4 maggio 1979 a Story City a Iowa, ed è cresciuto ad Altoona. Ha ottenuto il diploma alla Southeast Polk High School nel 1998. 
Ha conseguito una laurea in scienze politiche e relazioni internazionali presso la Drake University nel 2002 e anche un Master in arte e scienza militare presso l'Air Command and Staff College dell'Air University nel 2004 e un altro Master in relazioni internazionali e studi sulla sicurezza nazionale presso l'Università di Cambridge nel 2007.

## Carriera politica
Nunn era un membro dell'aeronautica militare degli Stati Uniti e in seguito della guardia nazionale aerea dell'Iowa. Nel 2021, ha ricoperto il grado di tenente colonnello ed è stato comandante del 233simo Intelligence Squadron, 132simo Wing, Iowa Air National Guard. 
Ha anche lavorato come consulente per la sicurezza informatica e l'11 giugno 2024, Nunn è stato promosso al grado di colonnello.
Fu membro dello staff di ricerca di Sir Peter Bottomley, membro della Camera dei Comuni britannica, nel 2002. È stato membro dello staff legislativo del senatore statunitense Chuck Grassley nel 2004.
In seguito fu anche direttore della politica di sicurezza informatica per il Consiglio di sicurezza nazionale degli Stati Uniti durante l'amministrazione Obama.

## Camera dei rappresentanti degli Stati Uniti

### Elezioni del 2022
Nel 2021, ha annunciato la sua candidatura per il 3º distretto congressuale dell'Iowa nelle elezioni del 2022 contro la deputata in carica Cindy Axne, l'unica democratica nella delegazione congressuale dell'Iowa. 
Il 3º distretto, che copre l'Iowa centrale, è diventato più rurale e orientato ai repubblicani dopo il ciclo di ripartizione dei distretti del 2020, includendo nove nuove contee.
La corsa è stata considerata tra le corse alla Camera più competitive della nazione. Nunn è stato sostenuto da Donald Trump, Nikki Haley e Tom Cotton, e ha vinto le primarie repubblicane di giugno contro altri due candidati.